# Panorama Racławicka
Panorama Racławicka – muzeum sztuki we Wrocławiu, oddział Muzeum Narodowego we Wrocławiu, założone w 1893 we Lwowie, od 1980 we Wrocławiu; eksponuje cykloramiczny obraz Bitwa pod Racławicami namalowany w latach 1893–1894 przez zespół malarzy pod kierunkiem Jana Styki i Wojciecha Kossaka. Obraz olejny przedstawia bitwę pod Racławicami (1794), jeden z epizodów insurekcji kościuszkowskiej, zwycięstwo wojsk polskich pod dowództwem gen. Tadeusza Kościuszki nad wojskami rosyjskimi pod dowództwem gen. Aleksandra Tormasowa.
Obok Panoramy siedmiogrodzkiej, Golgoty oraz Męczeństwa chrześcijan w cyrku Nerona jest to jedna z czterech XIX-wiecznych panoram, namalowanych pod kierownictwem Jana Styki i Wojciecha Kossaka. Po II wojnie światowej, dzięki staraniom władz polskich, udało się odzyskać od Związku Radzieckiego część lwowskich dzieł sztuki. Ówczesny polski Tymczasowy Rząd Jedności Narodowej postanowił zbiory te, wraz z Bitwą pod Racławicami, umieścić we Wrocławiu.
Budynek muzeum, wzniesiony w latach 1961–1985 według projektu Ewy Dziekońskiej i Marka Dziekońskiego, został wpisany do rejestru zabytków w 1991.

## Geneza
Kiedy powziąłem myśl wykonania tego dzieła, nie szło mi jedynie o uświetnienie tryumfu oręża polskiego, bo zwycięstwa większe miała Polska w dziejach swoich, ale chodziło mi o to tylko, by wykazać, że tutaj przed stu laty złączyły się wszystkie stany dla obrony Ojczyzny, ale zależało mi na uświetnieniu imienia najwznioślejszego bohatera wolności, Kościuszki. Kościuszko tak ukochał tę ziemię, o której wolność walczył, że garść jej nosił na sercu aż do zgonu.

W 1893 roku z okazji 100–lecia insurekcji kościuszkowskiej rada miasta Lwowa zamówiła u Jana Styki Panoramę Racławicką, która miała być główną atrakcją na otwarciu Powszechnej Wystawy Krajowej we Lwowie w 1894 roku. Kierownictwo projektu powierzono Styce, który zaprosił do uczestnictwa Wojciecha Kossaka oraz innych malarzy. W owym czasie w Europie panowała moda na tworzenie panoram, a szczególną popularnością cieszyły się panoramy o tematyce historycznej, batalistycznej oraz religijnej. Popularność opierała się na spotęgowanych monumentalnością i owalnym kształtem efektach iluzji, które przy pomocy środków artystycznych uzyskiwali ich twórcy. Dzięki połączeniu obrazu olejnego z elementami dekoracyjnymi leżącymi u jego podnóża artyści zacierali granicę między widzem a dziełem i publiczność odczuwała wrażenie uczestnictwa w uwiecznionych wydarzeniach.

## Przygotowania

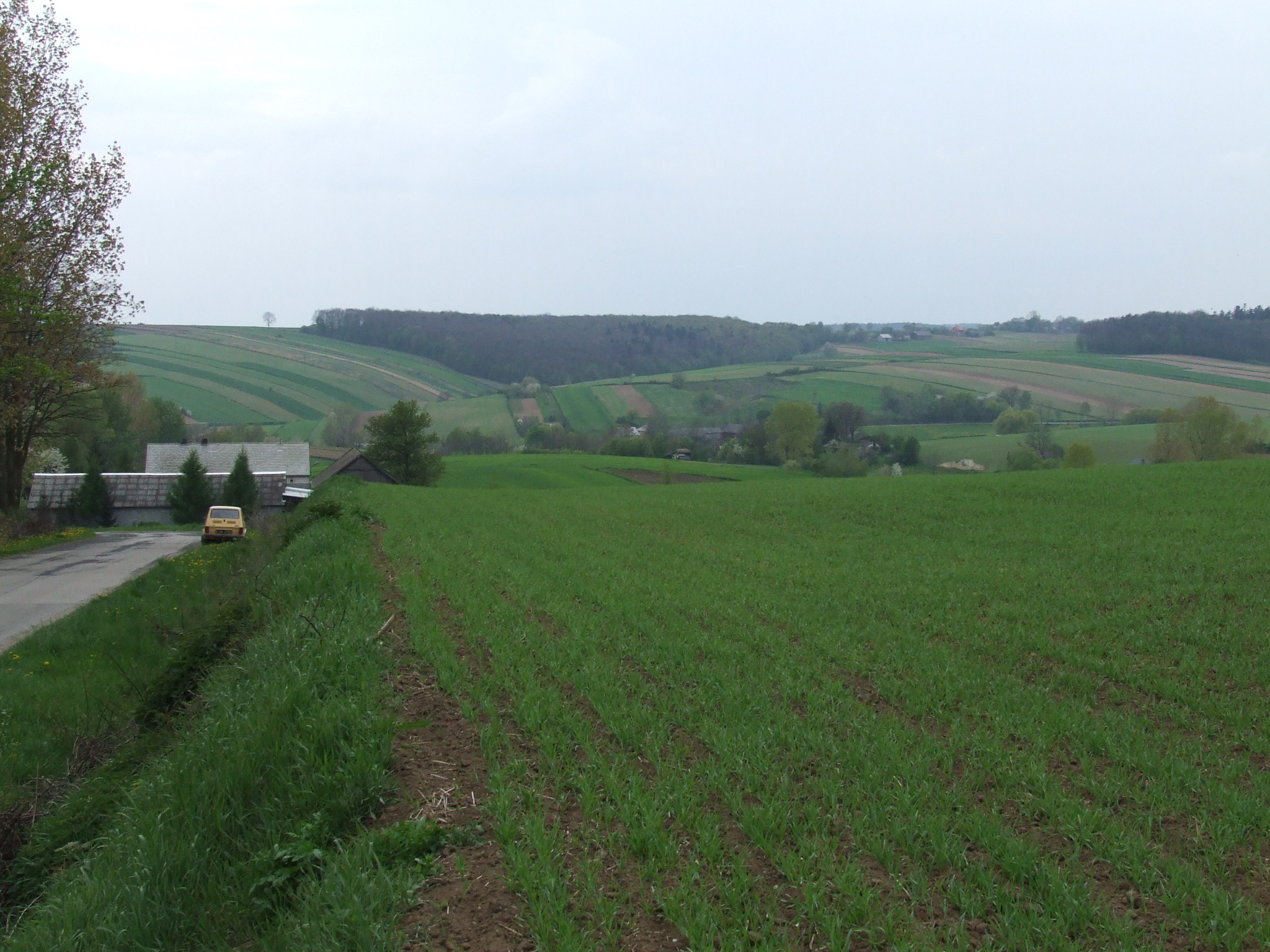
Dziemięrzyce pod Racławicami: widok na zachód ze Wzgórka Dziemięrzyckiego, z miejsca, z którego Jan Styka wykonał szkic do Panoramy Racławickiej

W początkach kwietnia 1893 roku malarze Jan Styka, Ludwig Boller oraz Wojciech Kossak pojechali na miejsce bitwy pod Racławicami, żeby poznać topografię terenu oraz dokonać próby rekonstrukcji rozmieszczenia wojsk kościuszkowskich i samego przebiegu bitwy. Przez kilka tygodni wykonywali szkice i rysunki, na podstawie których sporządzili potem ogólny szkic kompozycyjny, składający się z 4 części – tzw. Małą Panoramę Racławicką.
Artyści zebrali także wszelkie dostępne materiały ikonograficzne, niezbędne do powstania dzieła, oraz rozpoczęli studia na podstawie zbiorów muzealnych, dotyczące umundurowania oraz uzbrojenia obu wojsk. W wiedeńskim Ministerstwie Wojny znaleźli XVIII-wieczny plan bitwy, a mundury oraz uzbrojenie wzorowali na zachowanych egzemplarzach z polskich muzeów oraz ze zbiorów prywatnych. Szkice konsultowali uznani polscy historycy Tadeusz Korzon oraz historyk wojskowości Konstanty Górski.

## Dane techniczne
Obraz został namalowany na płótnie żaglowym, sprowadzonym z Belgii w czternastu kawałkach o długości 15 metrów, które zszyto w jedną całość i rozpięto na specjalnym, stalowym rusztowaniu sprowadzonym z Wiednia, wykonanym przez firmę Gridla. Do namalowania obrazu użyto płótna długości 120 metrów na 15 metrów (z czego przestrzeń malarska ma w sumie długość 114 metrów oraz wysokość 15), czyli 1800 metrów kwadratowych tkaniny. Do zagruntowania płótna zużyto 750 kg farby.
Panorama namalowana jest na cylindrycznym płótnie rozpiętym w budynku specjalnie zbudowanej rotundy. Początkowo Panorama eksponowana była w rotundzie zbudowanej we Lwowie według projektu Ludwika Baldwina-Ramułta, a od 1985 roku w rotundzie wybudowanej we Wrocławiu. Ekspozycja, prócz samego obrazu, obejmuje sztafaż ustawiony przed nim i oświetlony tak, aby widz oglądający rozwinięte wokół niego i zamknięte w pierścień malowidło nie umiał odróżnić, gdzie kończą się ustawione na podłodze przed obrazem obiekty, a gdzie zaczyna sam obraz. Kształt hiperboloidy obrotowej, jaki nadano panoramie, potęguje efekt zacierania się granicy między powierzchnią płótna a przestrzenią przed nim.

## Opis obrazu
Panorama Racławicka ukazuje artystyczną wizję przebiegu bitwy pod Racławicami, stoczonej w okolicach wsi Racławice, Dziemięrzyce i Janowiczki. Pejzaż z tych miejsc przedstawiony został realistycznie wg fotografii oraz szkiców terenowych wykonanych przez Kossaka, Stykę i Bollera w kwietniu 1893 roku.
Obraz ukazuje najważniejsze zdaniem twórców momenty bitwy w sposób asynchroniczny nie ukazując przy tym jej początkowych faz. Na płótnie występują więc jednocześnie sceny, które występowały w różnym czasie. Wiele ważnych momentów bitwy nie zostało przedstawionych, natomiast pojawiły się sceny, które w czasie bitwy nie miały miejsca. Często również namalowane sceny nie odpowiadają miejscom, w których rzeczywiście się wydarzyły, ponieważ podporządkowane zostały kompozycji artystycznej dzieła.
Na obrazie zostali przedstawieni uczestnicy bitwy, m.in. naczelnik Tadeusz Kościuszko, gen. Antoni Józef Madaliński, gen. Łukasz Biegański, gen. Stanisław Fiszer, kapitan Kajetan Nidecki, gen. Gabriel Taszycki, generał major ziemiański Jan Slaski, kosynier milicji chłopskiej Wojciech Bartosz Głowacki, kosynier milicji chłopskiej Stanisław Świstacki, major Ignacy Zborowski, gen. Józef Zajączek, Piotr Bernier, kapitan Jan Junga, płk. Konstanty Lucke, a ze strony rosyjskiej gen. Aleksander Tormasow oraz płk. Muromcew.

## Twórcy dzieła i podział pracy

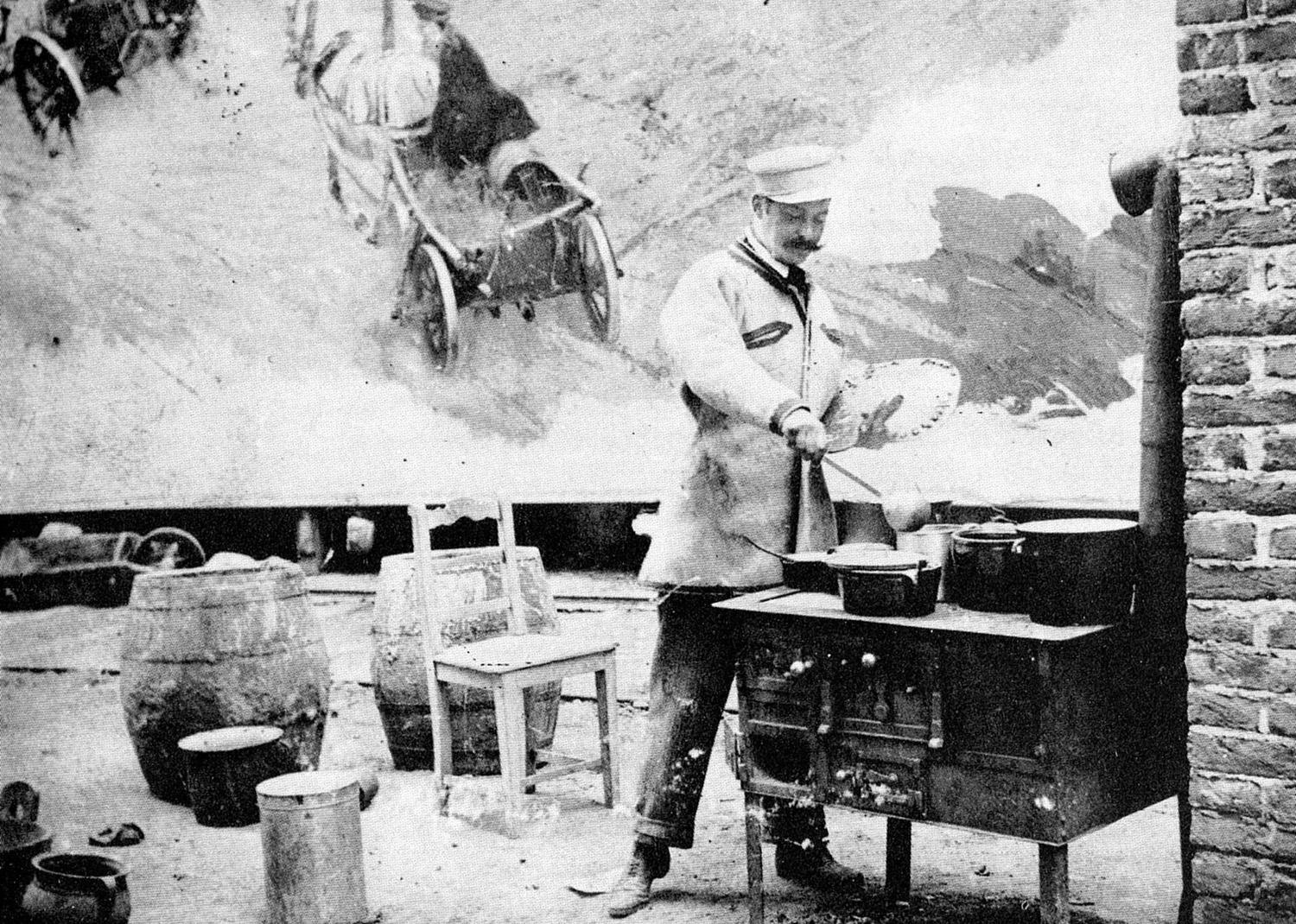
Kossak gotuje zupę dla twórców Racławic

Największy udział w pracy nad dziełem mieli Jan Styka i Wojciech Kossak. Inicjatorem powstania Panoramy oraz autorem koncepcji figuralnej był ten pierwszy. Natomiast opracowanie aspektów malarskich dzieła należało do Kossaka. Artyści podzielili przestrzeń malarską obrazu po połowie. Granica podziału przebiegała w scenie zdobywania rosyjskich armat przez milicję chłopską. Kosynierów malował Styka, a rosyjskich żołnierzy Kossak. Ogółem w całości panoramy udział Styki wyniósł jednak ok. 30%, podczas gdy Kossak namalował pozostałe 70%. Tych dwóch artystów najczęściej wymienia się jako autorów malowidła, pozostałych zazwyczaj pomijając. W powstawaniu dzieła brali jednak również udział inni malarze:
- Jan Styka – namalował grupę chłopów zdobywających armaty rosyjskie, postać naczelnika Kościuszki na koniu, postać Wojciecha Bartosa Głowackiego;
- Wojciech Kossak – namalował konia pod Kościuszką, sztab jadący za naczelnikiem, grupę rosyjskich żołnierzy broniącej armat, kawalerię narodową;
- Ludwig Boller – namalował krajobraz oraz całość nieba obrazu;
- Tadeusz Popiel – namalował krajobraz, wszystkie drzewa oraz chałupy chłopskie[10];
- Zygmunt Rozwadowski – sceny batalistyczne pod kierunkiem Kossaka;
- Teodor Axentowicz – sceny batalistyczne pod kierunkiem Kossaka, linię piechoty 2 Regimentu Pieszego Koronnego gen. Józefa Wodzickiego;
- Michał Sozański;
- Włodzimierz Tetmajer – był ekspertem od folkloru, namalował pod kierunkiem Styki stroje ludowe postaci;
- Wincenty Wodzinowski (uczeń Jana Matejki) – namalował postać Kościuszki i pod kierunkiem Styki stroje ludowe postaci.

## Losy

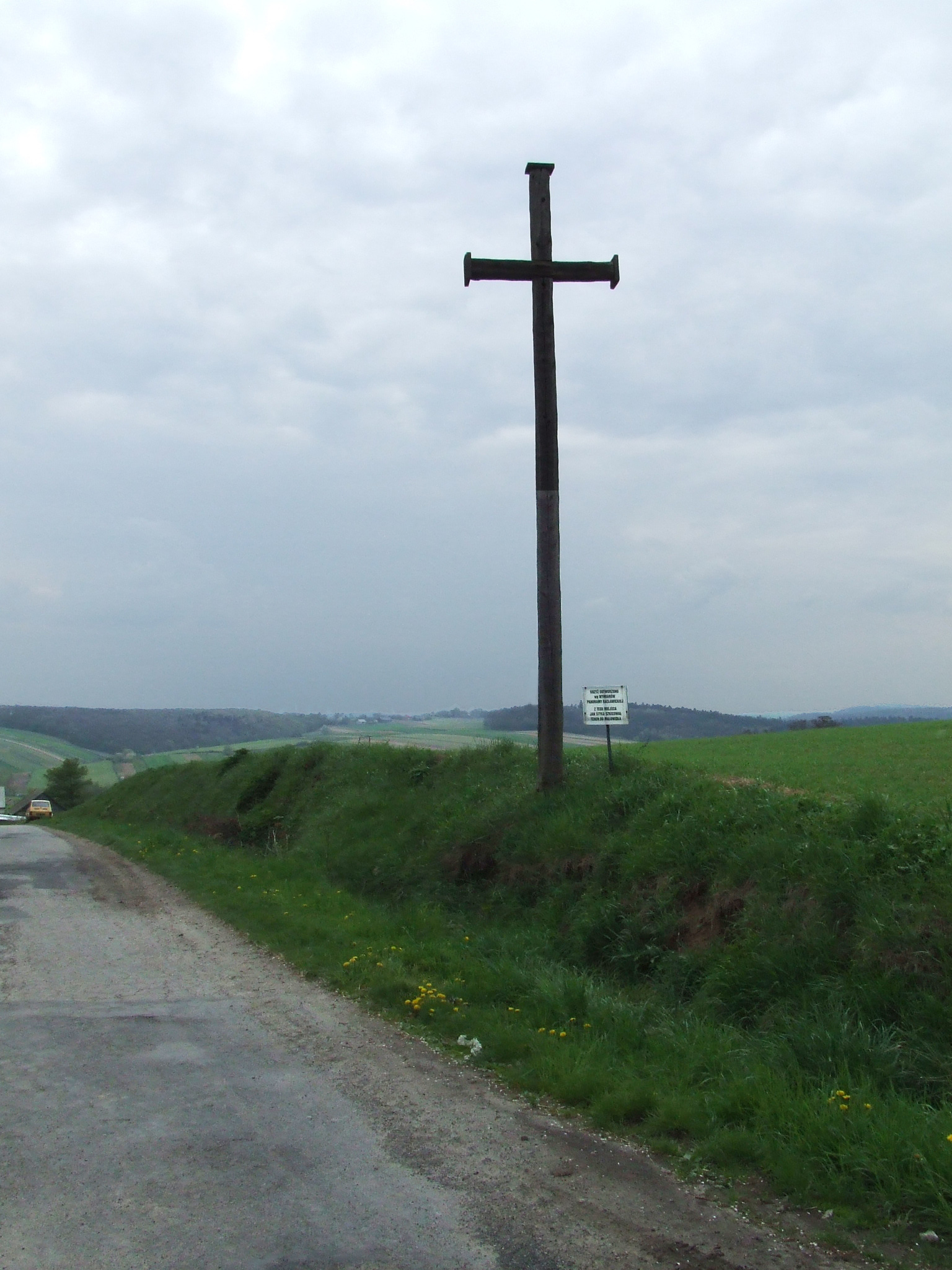
Krzyż na Wzgórku Dziemięrzyckim, wykonany na podstawie Panoramy Racławickiej

W latach 1894–1944 Panorama była wystawiana we Lwowie w specjalnie dla niej zbudowanej rotundzie na terenie Parku Stryjskiego. 5 czerwca 1894 roku wystawiona została po raz pierwszy w rotundzie o średnicy ok. 38 m we Lwowie z okazji odbywającej się tam Powszechnej Wystawy Krajowej i jednocześnie z okazji stulecia bitwy.

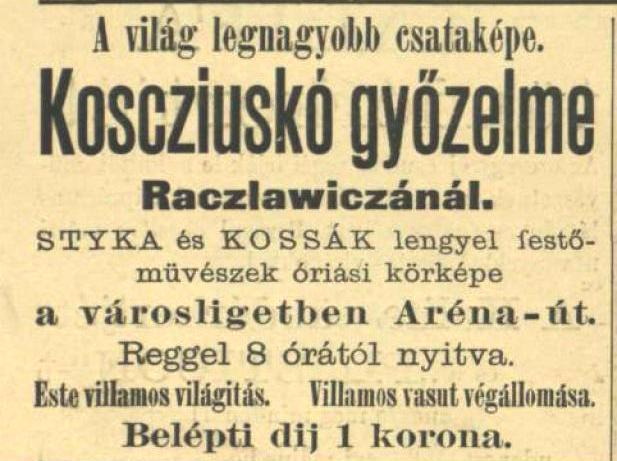
Reklama Panoramy racławickiej w czasie prezentacji w Budapeszcie w 1896

W roku 1896 Panorama Racławicka została przewieziona i wystawiona w Budapeszcie, gdzie miała powodzenie: przez rok obejrzało ją ok. 800 000 Węgrów. Z tej okazji wydano ilustrowany album z węgierskim tekstem pt. Lengyel körkép – Koscziuskó Thaddaeus győzelme az oroszok fölött, Raczlawiczánál 1794...

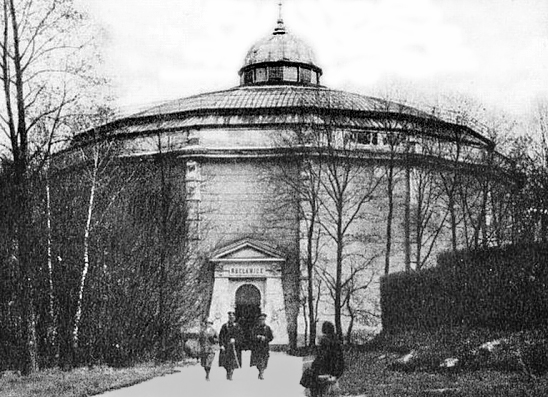
Lwów, rotunda Panoramy Racławickiej (około 1900)

W czasie II wojny światowej częściowo uszkodzona. Największych uszkodzeń doznała w czasie radzieckich bombardowań 9 kwietnia roku 1944. Uratowana przed ewentualną dalszą dewastacją, związaną z wkroczeniem Armii Czerwonej, przez zwinięcie w rulon i umieszczenie w lwowskim klasztorze bernardynów. Po wojnie, dzięki staraniom władz polskich, udało się odzyskać od ZSRR część lwowskich dzieł sztuki i zbiorów Ossolineum. Ówczesny polski Tymczasowy Rząd Jedności Narodowej postanowił zbiory te wraz z Panoramą umieścić we Wrocławiu, gdzie została przewieziona w roku 1946. Najpierw przez dwa lata przeleżała w magazynie kolejowym Wrocław–Brochów, a następnie kilkanaście lat w Muzeum Państwowym (przemianowanym najpierw na Śląskie, następnie na Narodowe). Od lat 60. XX wieku w Muzeum Śląskim (potem Narodowym) eksponowano tylko pojedyncze jej fragmenty („bryty”, czyli sekcje, z których składa się ponad stumetrowe malowidło), a pozostałą część przechowywano, poddając niezbyt konsekwentnie konserwacji aż do 1980 roku. Przez lata 60. i 70. trwały też zakulisowe dyskusje na temat miejsca ekspozycji.
Niektóre z zamieszczonych tu informacji wymagają weryfikacji.
Dokładniejsze informacje o tym, co należy poprawić, być może znajdują się w dyskusji tej sekcji.
 Po wyeliminowaniu niedoskonałości należy usunąć szablon {{Dopracować}} z tej sekcji.

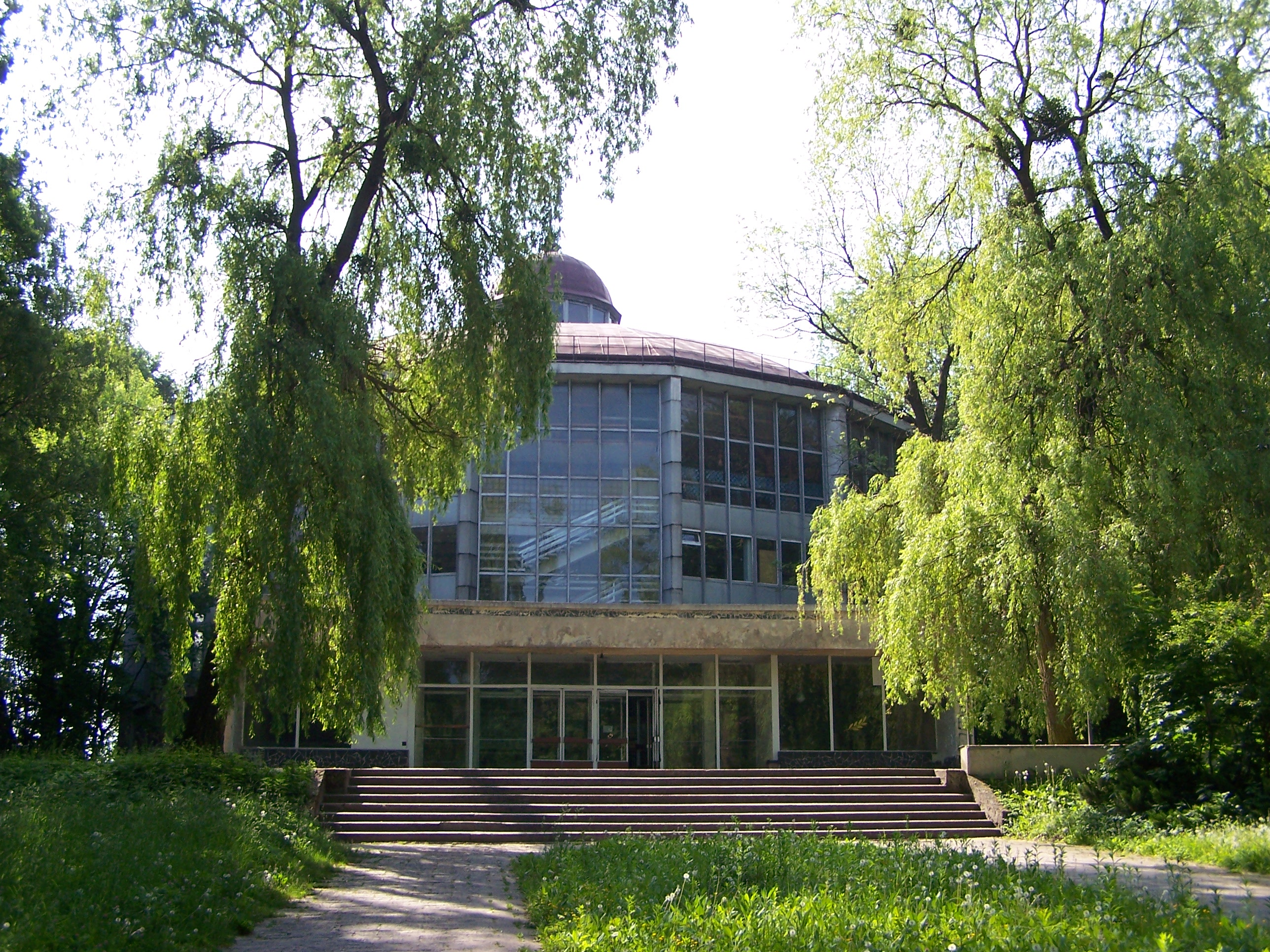
Lwów, Rotunda Panoramy Racławickiej (2007)

Zależne od opinii ZSRR władze Polski Ludowej bały się bowiem Rosjanom narazić, podpisując się pod decyzją o wystawieniu obrazu, przedstawiającego triumf wojsk polskich nad Rosją, nawet jeśli była to Rosja carycy Katarzyny II. Rozpisano najpierw jeden konkurs architektoniczny na pawilon we Wrocławiu, w którym Panorama miałaby zostać wystawiona, potem w 1956 drugi, w którym zwyciężyło małżeństwo Ewy i Marka Dziekońskich. W 1957 roku przystąpili do realizacji projektu szczegółowego budowli, jednak z powodów politycznych budowa rotundy dla Panoramy rozpoczęta na początku lat 60., trwała niesłychanie długo, była wstrzymywana i przerywana, a i na prace konserwatorskie nad samym obrazem również brakowało pieniędzy. W 1977 roku zlecono nawet Dziekońskim przeprojektowanie obiektu rotundy na centrum kongresowe, a bryty samego obrazu wywieziono w czerwcu 1980 roku poza Wrocław. Na osobiste polecenie prof. Wiktora Zina, ówczesnego podsekretarza Stanu Ministerstwa Kultury i Sztuki i Generalnego Konserwatora Zabytków, płótno Panoramy wywieziono do Zamku Królewskiego w Warszawie. Ostatecznie, po wydarzeniach sierpniowych w 1980, klimat wokół Panoramy poprawił się. Dzięki działalności zawiązanego w 1980 roku, trzeciego już w historii malowidła, Społecznego Komitetu Panoramy Racławickiej pod przewodnictwem byłego rektora Uniwersytetu Wrocławskiego, prof. Alfreda Jahna, podjęto wreszcie pod koniec 1980 roku ostateczną decyzję o wystawieniu jej we Wrocławiu, a nie w innym miejscu, a prace budowlane przy rotundzie wznowiono. Wobec katastrofalnego stanu gospodarki PRL, a także z powodu niesłychanie trudnego zadania, jakim było odrestaurowanie płótna po kilkudziesięciu latach przechowywania go w różnych miejscach i różnych warunkach oraz kilku wielokilometrowych transportów, prace, prowadzone przez 25 konserwatorów, trwały jeszcze pół dekady, toteż otwarcie ekspozycji Panoramy Racławickiej nastąpiło dopiero 14 czerwca 1985 roku.

## Panorama w XXI w.
Od tego czasu Panorama Racławicka otwarta jest zasadniczo stale (najpierw 7, obecnie 6 dni w tygodniu) i tylko od czasu do czasu wystawa jest na krótko zamykana w celu przeprowadzenia niezbędnych prac konserwacyjnych. Cieszy się wciąż powodzeniem wśród zwiedzających: pierwszy milion widzów odwiedziło Panoramę do sierpnia 1987, pięć milionów – do lipca 1998, a sześć milionów – do września 2004 roku.
Nie wiadomo, czy projektanci rotundy dla Panoramy brali taką możliwość pod uwagę, ale mimo bliskości rzeki Odry usytuowanie malowidła wewnątrz budynku parę metrów nad poziomem gruntu zabezpiecza obraz przed bezpośrednim zalaniem, nawet gdyby wody rzeki dotarły do rotundy, co mogło mieć znaczenie podczas wielkiej powodzi w lipcu 1997 roku. W sierpniu 2020 r. w rozpoczął się remont rotundy oraz renowacja dzieła Jana Styki i Wojciecha Kossaka. Obraz można było ponownie oglądać od 27 lipca 2021 r.

## Opinie o Panoramie Racławickiej
Panoramę Racławicką od początku jej powstania obejrzało wiele osób, wyrażając swoje pochlebne opinie na jej temat:
- Jest to najpiękniejsza panorama, jaką kiedykolwiek widziałem – Karol Stefan Habsburg podczas wizyty we lwowskiej rotundzie 7 czerwca 1894[10]
- Dzieło to nie obraża bynajmniej uczuć rosyjskich – konsul rosyjski Pastuszkin.
- Imposant. Es hat mich frappiert (Imponujące. Zafrapowało mnie to) – Franciszek Józef I podczas wizyty we lwowskiej rotundzie 8 września 1894[10].
- Trzeba być doprawdy ślepcem, żeby się panoramą nie wzruszyć do głębi – Eustachy Skrochowski.